# Алексеев, Борис Николаевич
Борис Николаевич Алексеев (1925—2004) — советский и российский учёный-медик, доктор медицинских наук, профессор; член-корреспондент РАМН (1995).
Автор более 200 научных работ и 45 патентов.

## Биография
Родился 18 августа 1925 года в селе Александровское Александровского района Ставропольского округа, ныне Ставропольского края.
После окончания 9-го класса ушёл на фронт Великой Отечественной войны. Был ранен, вернулся в строй, служил в войсках связи 320-й Енакиевской стрелковой дивизии, войну окончил в Будапеште.
После демобилизации вернулся домой и доучивался в средней школе, которую окончил только в 1947 году и в этом же году поступил на лечебный факультет 2-го Московского медицинского института (2-й ММИ, ныне Российский национальный исследовательский медицинский университет имени Н. И. Пирогова). Одним из его учителей была профессор Наталья Александровна Плетнёва, специалист-офтальмолог. После учёбы в аспирантуре и защиты кандидатской диссертации работал на кафедре глазных болезней 2-го ММИ ассистентом, потом доцентом, затем исполняющим обязанности заведующего кафедрой глазных болезней.
Когда в 1973 году был создан Всесоюзный научно-исследовательский институт глазных болезней Минздрава СССР, его первый директор — Михаил Михайлович Краснов, взял Бориса Николаевича своим заместителем по науке. Б. Н. Алексеев стал известным ученым, хирургом-офтальмологом; бо́льшую часть своей научной деятельности он посвятил вопросам имплантации искусственного хрусталика, углубленному изучению патогенеза глаукомы. На протяжении многих лет был научным редактором журнала «Вестник офтальмологии», членом его редколлегии; в течение семи лет возглавлял Московское научное общество офтальмологов. Являлся членом КПСС.
Умер в 2004 году в Москве.
Был награждён орденом Октябрьской Революции (26 июня 1981 года) — за достигнутые успехи в выполнении заданий десятой пятилетки по развитию народного здравоохранения и медицинской науки, а также орденами Славы II и III степеней, орденами Красной Звезды и Отечественной войны II степени, а также многими медалями, в числе которых две медали «За отвагу» и медаль «За взятие Будапешта».